# E-Prix di Seoul
L'E-Prix di Seoul è un evento automobilistico con cadenza annuale destinato alle vetture a propulsione interamente elettrica del campionato di Formula E tenuto a Seul, la capitale della Corea del Sud. Introdotto dalla stagione 2021-2022, la Corea del Sud è il quarto paese asiatico a disputare un E-Prix, dopo Cina, Malaysia e Arabia Saudita.

## Storia
I precedenti tentativi della Corea del Sud di ospitare eventi motoristici includono il Gran Premio di Corea svoltosi a Yeongam dal 2010 al 2013. Le basse presenze, le cinque ore di viaggio da Seul e le strutture del resort non soddisfacenti intorno alla pista sono state le ragioni principali della cancellazione dell'evento nella Formula 1.
Il 30 novembre 2018, il CEO della Formula E, Alejandro Agag, firma un accordo con Moon Jae-sik, presidente di JSM Holdings per tenere un ePrix in Corea del Sud dal 2020 al 2025, battendo altri tre candidati nella regione Asia-Pacifico, ovvero l'Australia, la Russia e la Nuova Zelanda. L'obiettivo è quello di espandere il mercato asiatico e fornire una piattaforma per la cooperazione tra la Formula E e la tecnologia industriale automobilistica sudcoreana e le innovazioni eco-compatibili.
L'ePrix inaugurale di Seoul doveva svolgersi nel 2020 ma venne cancellato a causa della Pandemia di COVID-19. Si riprovò il 23 maggio 2021 come 9º round della stagione di Formula E 2021 ma anche in questo caso, per via del perdurare della pandemia, l'evento fu sospeso. L'8 luglio del 2021 il Consiglio Mondiale della FIA svoltosi a Monaco ufficializza il calendario del campionato 2022, in cui è presente E-Prix di Seoul che si svolgerà dal 13 al 14 agosto. 

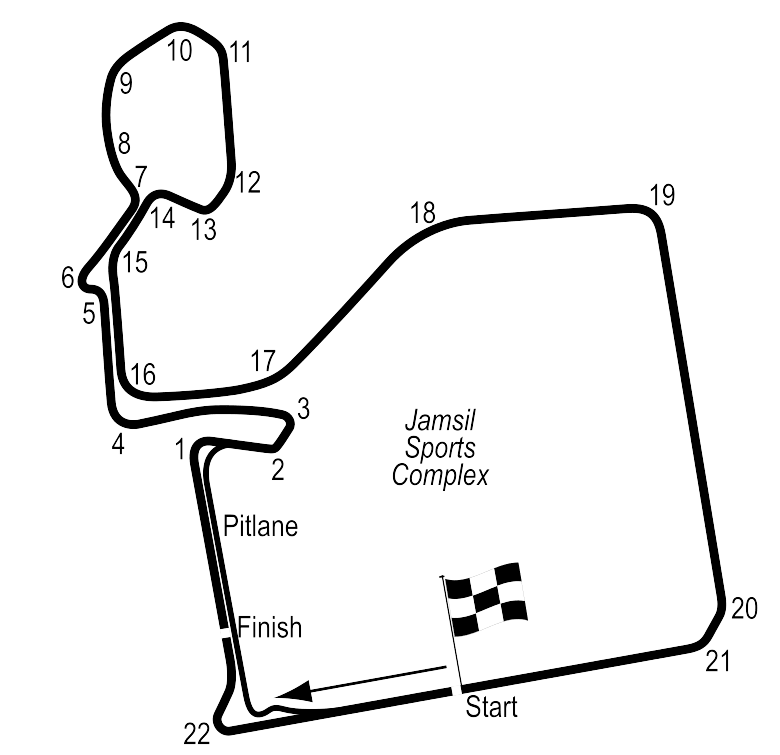
Circuito stradale di Seoul

## Circuito
Il 23 luglio 2018 è stato fatto uno studio per decidere l'area della città di Seul da utilizzare per creare il circuito, con un sondaggio è stata scelta la zona tra la Piazza Gwanghwamun e la Piazza del Municipio. 
Il circuito, come la maggior parte dei circuiti utilizzati nella Formula E, è cittadino, composto da 17 curve e lungo 2,8 km.

## Albo d'oro
| Edizione | Edizione | Tracciato                   | Vincitore       | Secondo           | Terzo           | Pole position          | Giro veloce  |
| -------- | -------- | --------------------------- | --------------- | ----------------- | --------------- | ---------------------- | ------------ |
| 2022     | Gara 1   | Circuito cittadino di Seoul | Mitch Evans     | Oliver Rowland    | Lucas Di Grassi | Oliver Rowland         | Jake Dennis  |
| 2022     | Gara 2   | Circuito cittadino di Seoul | Edoardo Mortara | Stoffel Vandoorne | Jake Dennis     | António Félix da Costa | Nick Cassidy |